# Yeha
Yeha egy falu Etiópiában, Tigré szövetségi állam Mehakelegnaw Zónájában. Lakosságának számáról nincsenek adatok.

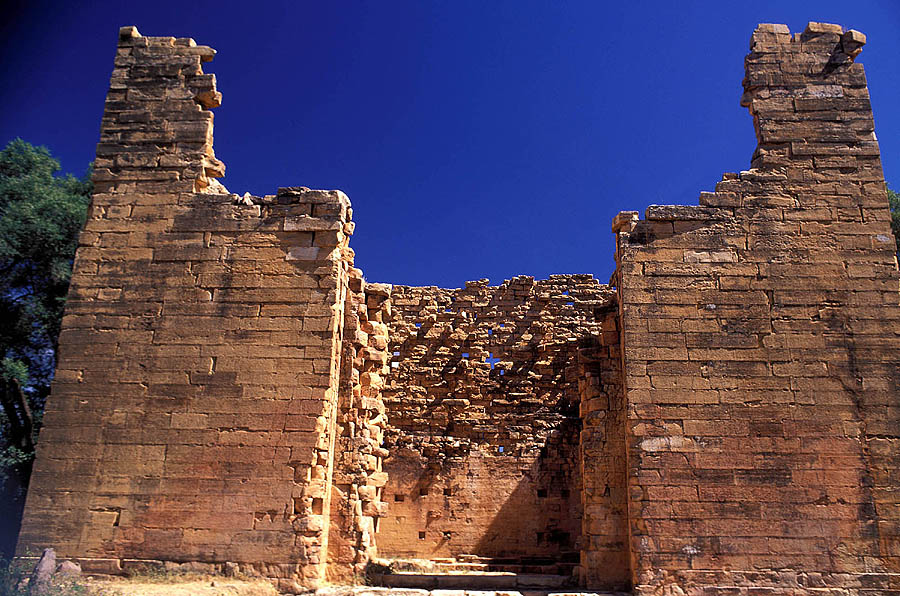
Yeha Nagytemplomának romjai

A falu az ókori D’mt állam feltételezett fővárosának területén áll.

## Régészeti emlékek
A yehai Nagytemplom (18,5x15 m) tornya Etiópia legidősebb ma is álló építménye. A torony valószínű építési ideje Kr. e. 700, ami a hasonló stílusú dél-arábiai (sábai) épületek és helyi feliratok segítségével állapítható meg. Radiokarbonos kormeghatározást a területen még nem végeztek.
A templom fennmaradása David Phillipson szerint két tényezőnek köszönhető: az egyik az építők gondos alapozó munkája, a másik, hogy a Kr. u. 6. századtól keresztény templomként használták tovább.
Yeha másik két régészeti értéke a Nagy Bael Gebri, amely egy 10 méter széles, két sor négyzetes oszlopokból álló csarnok és egy temető, melyben néhány sziklába vájt aknasír található. Ezeket az 1960-as években kutatták először. Egyes kutatók szerint ez korabeli királyi temetkezőhely, másik szerint viszont azt a mai falutól egy kilométerre keletre kell keresni.
Yehában egy etióp ortodox rítusú kolostor is található, melynek alapítása Abba Aftse, a Kilenc Szent egyikének nevéhez fűződik.

## Megismerése
Yeha leírását az 1520-ban erre utazó Francisco Álvares nevű portugál misszionárius és felfedező beszámolójából ismerjük. Ebben a tornyot, a kolostort és a templomot említi. Utóbbi vagy az újraszentelt Nagytemplomot jelenti vagy a 20. század elején a Német Akszúmi Expedíció által talált, azóta elpusztult épületet (az épület, mely ma bemutatja az akszúmita építészetet 1948-49-ben készült el).
1952-től az Etióp Régészeti Intézet számos ásatást kezdett el a területen, melyek a Derg uralma alatt megszakadtak, majd 1993-tól francia régészek segítségével folytatódtak.

## Fordítás
- Ez a szócikk részben vagy egészben  a   Yeha című angol Wikipédia-szócikk fordításán alapul.  Az eredeti cikk szerkesztőit annak laptörténete sorolja fel. Ez a jelzés csupán a megfogalmazás eredetét és a szerzői jogokat jelzi, nem szolgál a cikkben szereplő információk forrásmegjelöléseként.

## Külső hivatkozás
- Képek és beszámoló Yehából (angolul) Archiválva 2010. december 30-i dátummal a Wayback Machine-ben